# Яркон
Ярко́н (ивр. נַחַל הַיַּרְקוֹן‎, араб. أبو بطرس‎ Абу-Бутрус у истока, араб. العوجا‎ эль-Ауджа в устье) — река в Израиле, протекающая в центральной части страны.
Берёт начало из источников в крепости Антипатрида, возле города Рош-ха-Аин. Его источники питает крупный карстовый водоносный горизонт Яркон-Таниним. Впадает в Тель-Авиве в Средиземное море. Длина реки — 27,5 км. Протекает через самый густонаселённый район Израиля. В Тель-Авиве, за полтора километра до впадения в Средиземное море, в Яркон впадает река Аялон. Площадь водосборного бассейна — 1805 км². Около 2/3 бассейна находится на палестинских территориях. Среднегодовой расход воды — 8 м³/с. Крупнейшая из рек Израиля, впадающих в Средиземное море. Является южной границей Шарона.
Название на иврите происходит от слова «зелёный», а на арабском — от слова «петлять». В конце XIX и начале XX веков в бассейне Яркона возникло множество еврейских поселений, таких, как Петах-Тиква и Тель-Авив.
До 1950-х годов в реке водились разнообразные рыбы и животные; там обильно росли характерные растения: вдоль реки были густые заросли деревьев и кустов — ивы иглолистной, кипрея волосистого, дербенника, тростника обыкновенного, ежевики, арундо. Прямо в воде можно было встретить представителей осоковых: болотницу, камыш, сыть, а также Typha domingensis и ситниковые.
Сегодня лишь там, где Яркон втекает в город, сохранились небольшие участки естественной растительности, где берега заросли тростником обыкновенным, арундо, ежевикой вязолистной, сохранились также несколько экземпляров ивы иглолистной. Там, где течение замедляется, а русло извилистое, растут много прибрежных видов, любящих влагу, таких как
Cyperus dives, прутняк обыкновенный, дербенник иволистный, эклипта простёртая, зюзник европейский и Pluchea dioscoridis, а на камнях — адиантум венерин волос. В низовьях реки на берегу доминируют тростник обыкновенный и Halimione portulacoides.
На незагрязнённых участках реки были зарегистрированы 11 видов рыб. Из них сегодня сохранились Tilapia zillii, речной угорь, африканский клариевый сом, карпы и серые кефали. Из рептилий 
там водится африканский трионикс, который находится под угрозой вымирания, и Mauremys rivulata. Также в начале 21 века распространяется инвазивный вид — красноухая пресноводная черепаха.
Долгие годы река страдала от загрязнения. Уже в 1930-е годы Тель-Авив и соседние муниципалитеты сливали в реку неочищенные сточные воды, отчего даже плавать в ней стало опасно. Известны случаи заражения шистосомозом после плавания в реке в 1950-е годы. Кроме того, до 1950-х годов Яркон являлся второй в стране рекой по расходу воды, который составлял 25 000 м³/ч (220 млн м³/год), но в 1955 году большую часть его воды, около 200 млн м³/год, отвели около истоков на орошение полей на засушливом юге страны (канал Яркон — Негев), отчего по руслу стало течь лишь 500 м³/ч, и многие его участки регулярно пересыхали. Тогда в реку стали пускать больше воды, но это не решило проблему полностью. Окружающие города не имели современной канализации и сливали отбросы в отстойниках, откуда большую их часть сливали в Яркон. Несмотря на основание ассоциации Гуш-Дана по канализации в 1955 году, сброс в реку неочищенных или недостаточно очищенных стоков продолжался до 1970-х годов. В 1969 году был открыт крупнейший в Тель-Авиве парк Ха-Яркон, а территории вдоль реки благоустроены (тем не менее экологическая ситуация не улучшилась). В 1988 было основано Управление реки Яркон, занявшееся её восстановлением. После постройки водоочистных сооружений Кфар-Сава — Ход-ха-Шарон и Рамат-ха-Шарон на некоторых участках реки качество воды улучшилось, хотя очистка была неудовлетворительной. Кроме того, дно реки было углублено, что улучшило течение, а берега укреплены. Также были обустроены пешеходные и велосипедные дорожки. Тем не менее загрязнение оставалось высоким. В 1997 году, в ходе XV Маккабиады, на церемонии открытия игр пешеходный мост через реку обрушился, когда по нему проходила австралийская делегация, 67 спортсменов упало в воду. В результате погибло 4 и пострадало 35 человек, большинство — в результате инфекций грибка Pseudallerscheria boydii, заражающего лёгкие, попавшего в организмы спортсменов из-за пребывания в загрязнённой воде. Это привлекло внимание общественности к нерешённым проблемам реки. Маловодность не позволяла Яркону справляться с загрязнением, в конце XX века по нему протекало около 200 м³/ч воды (около 1 % исторического расхода воды). Для улучшения ситуации в реку вновь стали выделять больше воды, и началу 2010-х годов это значение выросло до 850 м³/ч. Кроме того, в 2009—2011 годах были усовершенствованы вышеупомянутые водоочистные сооружения, что позволило довести объём сливаемой в реку воды до требуемых по закону значений. На сегодняшний день они сливают в реку 310 м³/ч очищенных стоков. Также вдоль реки были разбиты сконструированные водно-болотные угодья, что позволило обеспечить более стабильное качество воды.